# تری‌هیدروکسی‌بنزوئیک اسید
تری‌هیدروکسی‌بنزوئیک اسید ممکن است به اسیدهای فنولیک زیر اشاره داشته باشد :
- گالیک اسید (۵٬۴٬۳-تری‌هیدروکسی‌بنزوئیک اسید)
- فلوروگلوسینول کربوکسیلیک اسید (۶٬۴٬۲-تری‌هیدروکسی‌بنزوئیک اسید)

اسیدهای O-متیله تری‌هیدروکسی‌بنزوئیک هستند :
- اودسمیک اسید
- سیرینجیک اسید

گلیکوزیدها :
- تئوگالین